# اچ‌ام‌اس اوریون (۱۸۷۹)
اچ‌ام‌اس اوریون (۱۸۷۹) (به انگلیسی: HMS Orion (1879)) یک کشتی بود که طول آن ۲۴۵ فوت (۷۵ متر) بود. این کشتی در سال ۱۸۷۹ ساخته شد.